# Justizamt Külsheim
Das Justizamt Külsheim war eine während der napoleonischen Zeit von 1807 bis 1813 bestehende Verwaltungseinheit im Norden des Großherzogtums Baden.

## Geschichte
Vor Inkrafttreten der Bestimmungen des Reichsdeputationshauptschlusses 1803 war das im Übergangsbereich zwischen dem nördlichen Bauland, dem Tauberland und dem Südspessart gelegene Külsheim Sitz einer kurmainzischen Amtsvogtei, die dem Oberamt Bischofsheim unterstellt war. Der Ort gehörte anschließend zum Fürstentum Leiningen, bis dieses in Umsetzung der Rheinbundakte mediatisiert und in diesem Bereich der badischen Landeshoheit unterstellt wurde. Im Sommer 1807 wurde Külsheim zunächst dem standesherrlichen Amt Bischofsheim an der Tauber mit Sitz in Tauberbischofsheim zugeteilt.
Bereits im Dezember 1807 wurde dieses in drei, als Justizamt titulierte Teile aufgespaltet. Külsheim bildete ab da mit den Orten Eiersheim, Uissigheim, Hundheim und Wolferstetten eine eigene Verwaltungseinheit, die der Landvogtei Wertheim unterstellt war. Im Rahmen der Verwaltungsgliederung Badens zählte es zunächst zur Provinz des Unterrheins oder der Badischen Pfalzgrafschaft, ab 1809 zum Main- und Tauberkreis.
1810 wurde Külsheim mit dem angrenzenden Amt Hardheim vereinigt, außerdem kamen noch Gamburg mit Eulschirben, Gissigheim, der Esselbrunnerhof und der bislang fehlende Anteil an Waldstetten hinzu. Sie waren als grundherrschaftliche Orte im Dezember 1807 den Landvogteien direkt unterstellt worden. 1813 wurde beide Ämter aufgelöst: Külsheim mit Eiersheim, Üssigheim und Wolferstetten gingen zurück zu Tauberbischofsheim, ebenso Gissigheim und der Esselbrunnerhof. Hundheim, Gamburg und Eulschirben kamen zum Stadt- und Ersten Landamt Wertheim. Waldstetten  mit den Hardheimer Orten zum Bezirksamt Walldürn.

## Spätere Entwicklung
Aus dem Amt Tauberbischofsheim entwickelte sich später das Bezirksamt Tauberbischofsheim,  dem 1938 das aufgelöste Bezirksamt Wertheim (mit Hundheim) zugeschlagen wurde, und das 1939 in den Landkreis Tauberbischofsheim überging. Bei der Kreisreform 1973 kamen so die Orte des ursprünglichen Amtes Külsheim zum Main-Tauber-Kreis.